# Lambert-Steinwich-Denkmal
Das Lambert-Steinwich-Denkmal in Stralsund am Wulflamufer erinnert an den Bürgermeister Lambert Steinwich. Das Denkmal wurde im Jahr 1904 errichtet und ehrt den Bürgermeister für die Abwehr der Belagerung Stralsunds durch Wallenstein.

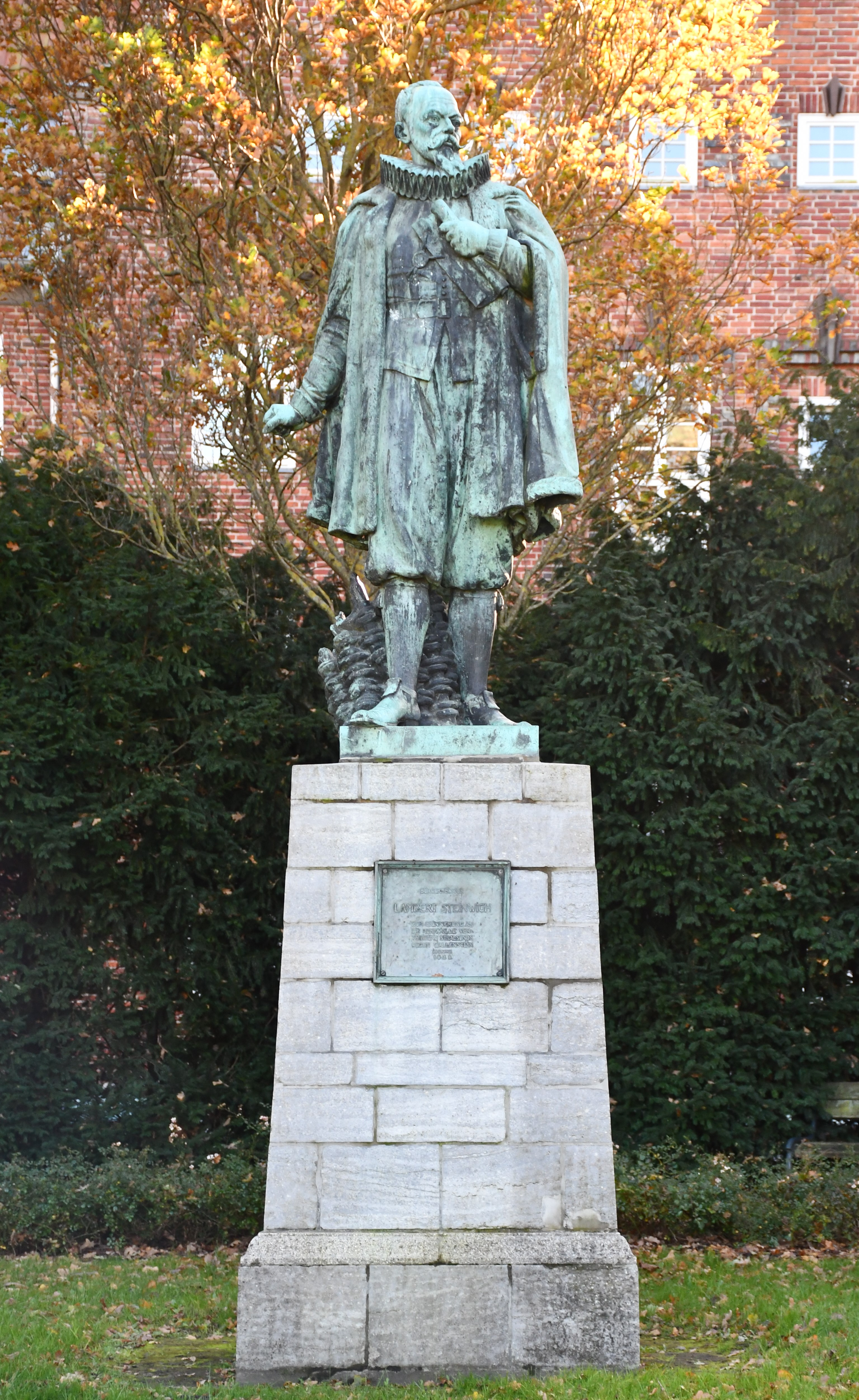
Das Lambert-Steinwich-Denkmal in Stralsund (2023)

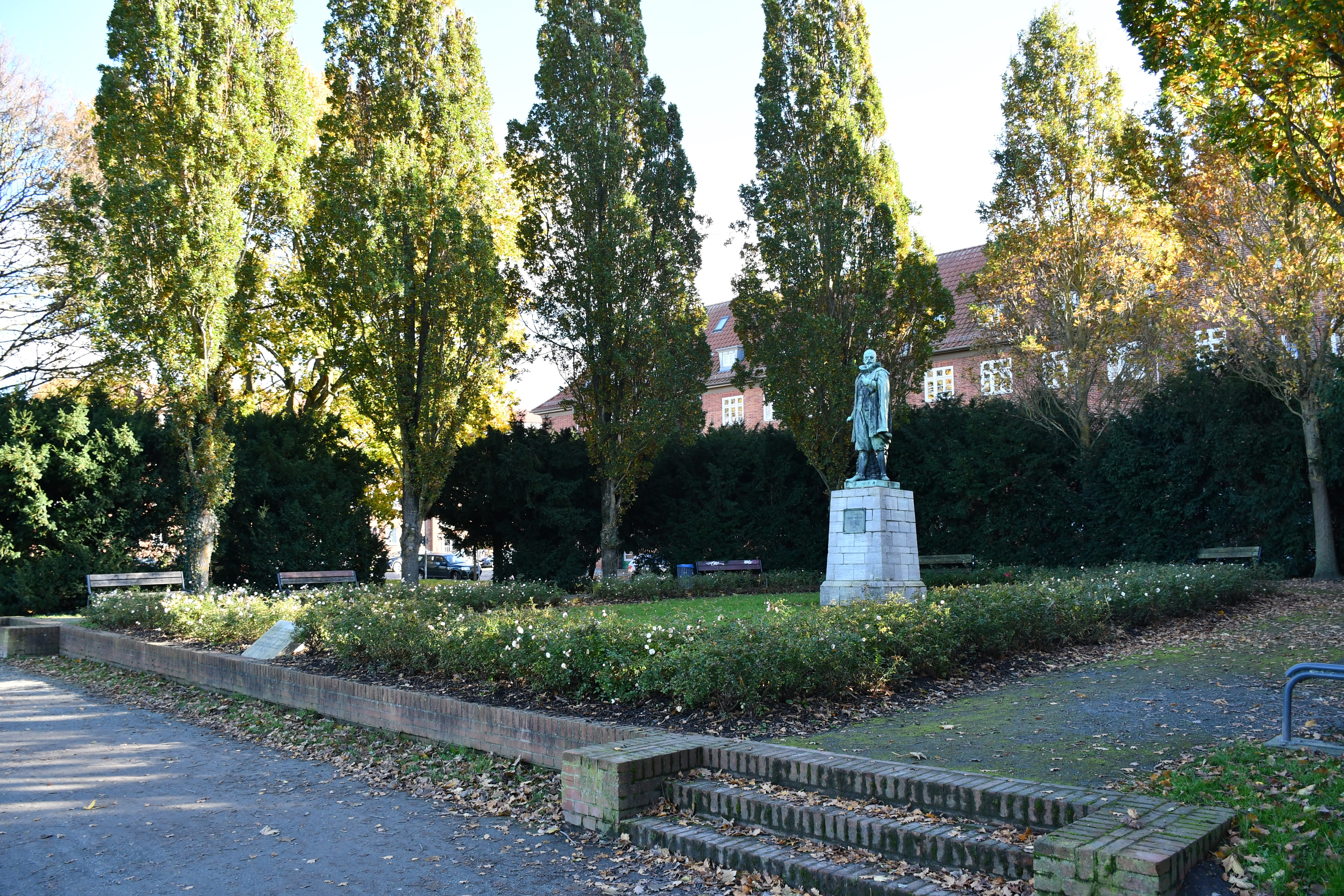
Blick auf die Wulflamanlagen mit dem Denkmal (2023)

## Beschreibung
Das Denkmal zeigt die auf einem steinernen Sockel stehende Statue des Bürgermeisters Lambert Steinwich.
Am Sockel ist eine Gedenktafel angebracht, die folgende Inschrift (in Majuskeln) trägt: BÜRGERMEISTER / LAMBERT STEINWICH / ZUR ERINNERUNG AN / DIE RUHMVOLLE VER- / TEIDIGUNG STRALSUNDS / GEGEN WALLENSTEIN / IM JAHRE / 1628.

## Geschichte
Das Denkmal wurde von Wilhelm Jacobi geschaffen.
Ursprünglich sollte es auf der Bastion nahe dem Kniepertor stehen, dies wurde jedoch verworfen. Es wurde am 25. Juli 1904 auf dem Alten Markt an der Ecke zur Semlower Straße eingeweiht.
Die Stralsunder Bürgerschaft beschloss im Jahr 1937, das Denkmal vom Alten Markt zu entfernen. Dies geschah am 22. Juni 1937. Das Denkmal wurde auf einem neuen Sockel am 19. Mai 1938 an seinem neuen Standort am Wulflamufer in das so genannte „Bürgermeisterviertel“ am Frankenteich gesetzt. Zur Begründung wurde angeführt, dass es der architektonischen Tradition des Alten Marktes entgegenstünde und dass der Markt für Parkplätze und Kundgebungen gebraucht werde.
Eine Umsetzung des Denkmals zurück auf den Alten Markt wurde häufig ins Gespräch gebracht, aber nie durchgeführt.
Im Jahr 2022 wurde der Sockel restauriert, von Oktober 2024 bis März 2025 auch das Standbild.